# Honda Vario
La Honda Vario, chiamato anche Honda Click, è un motociclo prodotto dal 2006 dalla casa motociclistica giapponese Honda. 

## Descrizione

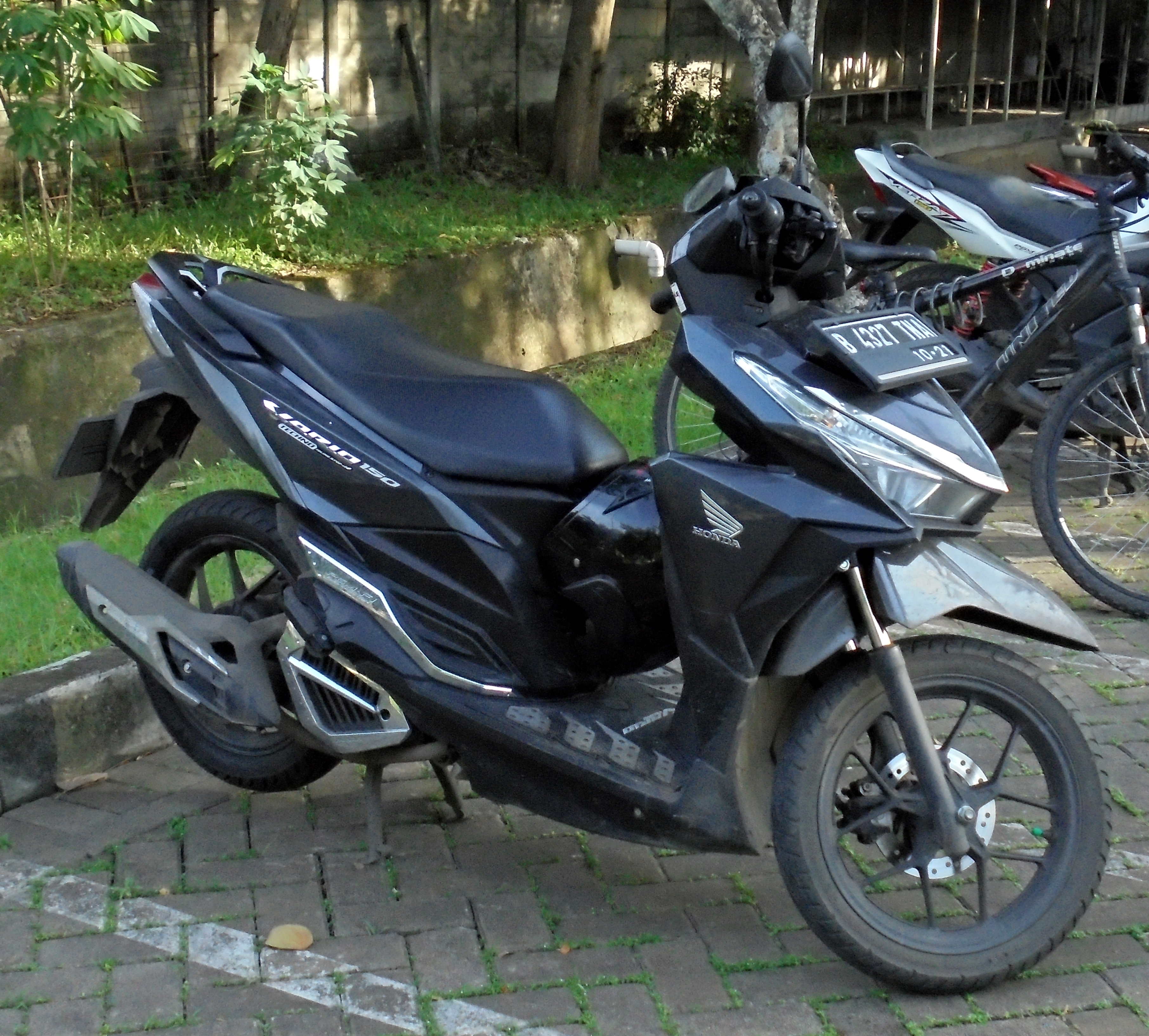
Vario 150 del 2016

Prodotto dalla Astra Honda Motor (una joint venture tra Honda e Astra International) in Indonesia dal 2006, il Vario è disponibile in diverse varianti e motorizzazioni con cilindrate che vanno da 108,0 cm³ a 149,3 cm³.
Introdotto il 4 agosto 2006 in versione da 110 cc, è il primo scooter con cambio automatico della Honda introdotto sul mercato motociclistico indonesiano con motore raffreddato a liquido.
A 5 marzo 2012 si aggiunge una nuova motorizzazione da 125 raffreddata a liquido dalla cilindrata di 124,8 cc, già utilizzato sulla PCX 125.
A gennaio 2015, con il contestuale arrivo di un restyling della gamma che porta in dote i fari anteriori a LED, è arrivata una versione da 150, che utilizza il motore raffreddato a liquido da 149,3 cc della Honda PCX 150. 
Ad aprile 2018, il Vario subisce un ulteriore aggiornamento, con nuovi fari anteriori e un quadro strumenti costituito da un pannello LCD.